# Stensjön (Fredrika socken, Lappland)
Stensjön är en sjö i Åsele kommun i Lappland och ingår i Gideälvens huvudavrinningsområde. Sjön har en area på 0,407 kvadratkilometer och ligger 320,4 meter över havet.

## Delavrinningsområde
Stensjön ingår i det delavrinningsområde (713163-160993) som SMHI kallar för Utloppet av Stensjön. Medelhöjden är 356 meter över havet och ytan är 12 kvadratkilometer. Det finns ett avrinningsområde uppströms, och räknas det in blir den ackumulerade arean 30,48 kvadratkilometer. Lavsjöån som avvattnar avrinningsområdet har biflödesordning 2, vilket innebär att vattnet flödar genom totalt 2 vattendrag innan det når havet efter 152 kilometer. Avrinningsområdet består mestadels av skog (79 procent). Avrinningsområdet har 1,11 kvadratkilometer vattenytor vilket ger det en sjöprocent på 9,2 procent.